# Mireille Dosso
Mireille Carmen Dosso (nacida en 1952) es una microbióloga y viróloga marfileña nacida en las Comoras . Nombrada directora del Instituto Pasteur de Abiyán, es reconocida como  una de las principales africanas involucradas en la lucha contra la COVID-19 . Anteriormente ha tenido éxito en la lucha contra otros virus, incluida la pandemia de peste porcina H1N1 y la fiebre del dengue en 2019.

## Biografía
Nacida el 27 de abril de 1952 en la isla de Anjouan,  Mireille Dosso obtuvo el bachillerato en 1969. Luego asistió al departamento de medicina de la Université Félix Houphouët-Boigny en Abiyán, obteniendo un doctorado en 1980, la primera mujer en hacerlo. En 1974 se casó con Adama Dosso, piloto militar, asesinado en 2011.
Gracias a una beca, continuó sus estudios en Marsella (1981), Montpellier. Luego obtuvo un segundo doctorado en biología humana en la Universidad de Montpellier en 1988 antes de regresar a Abiyán. Después de servir como profesora universitaria de microbiología, en 1992 fue ascendida a profesora. En 1997, se convirtió en miembro de CAMES (Conseil africain et malgache pour l'enseignement supérieur).
Nombrada directora del Instituto Pascal en Costa de Marfil en 1972, ahora forma parte del comité científico encargado de monitorear el progreso de la COVID-19, siendo la única mujer miembro.

## Reconocimientos
En noviembre de 2005 en Budapest , Mireille Dosso fue honrada con la Medalla UNESCO/Institut Pasteur .  En 2011, recibió el Premio para Mujeres Científicas de la Comunidad Económica de los Estados de África Occidental (ECOWAS).